# Сібішел (Беріу, Хунедоара)
Сібішел (рум. Sibișel) — село у повіті Хунедоара в Румунії. Входить до складу комуни Беріу.
Село розташоване на відстані 266 км на північний захід від Бухареста, 30 км на південний схід від Деви, 117 км на південь від Клуж-Напоки.

## Населення
За даними перепису населення 2002 року у селі проживали 692 особи. Рідною мовою 688 осіб (99,4%) назвали румунську.
Національний склад населення села:
| Національність | Кількість осіб | Відсоток |
| -------------- | -------------- | -------- |
| румуни         | 682            | 98,6%    |
| цигани         | 6              | 0,9%     |